# 바츠 히스토리아
바츠 히스토리아는 대한민국의 소설가이자 전직 다큐멘터리 구성 작가인 명운화가 쓴 책이다. 대한민국의 MMORPG 리니지2에서 발생했던 바츠해방전쟁 사건을 토대로 기술되었다. 이 책의 출판 당시 출판사 새움은 "허구도 개입되지 않았으므로 소설의 범주로 묶기보다는 ‘전자문학’이나 ‘디지털 스토리텔링’등으로 새로운 장르 구분이 필요하다."고 주장했다.

## 같이 보기
- 바츠해방전쟁